# Slovenske železnice

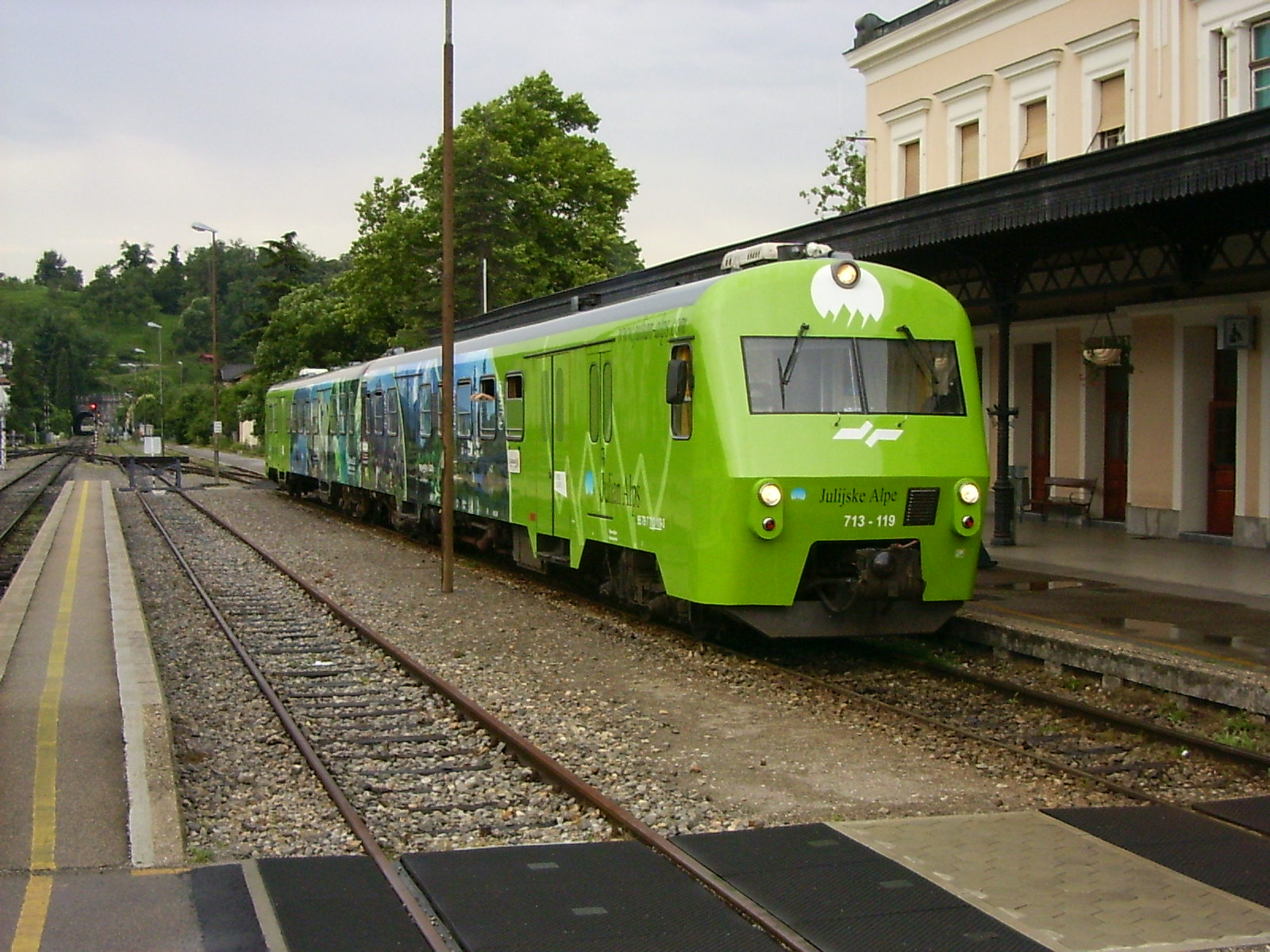
Un treno del servizio Julijske Alpe (Julian Alps, Alpi Giulie)

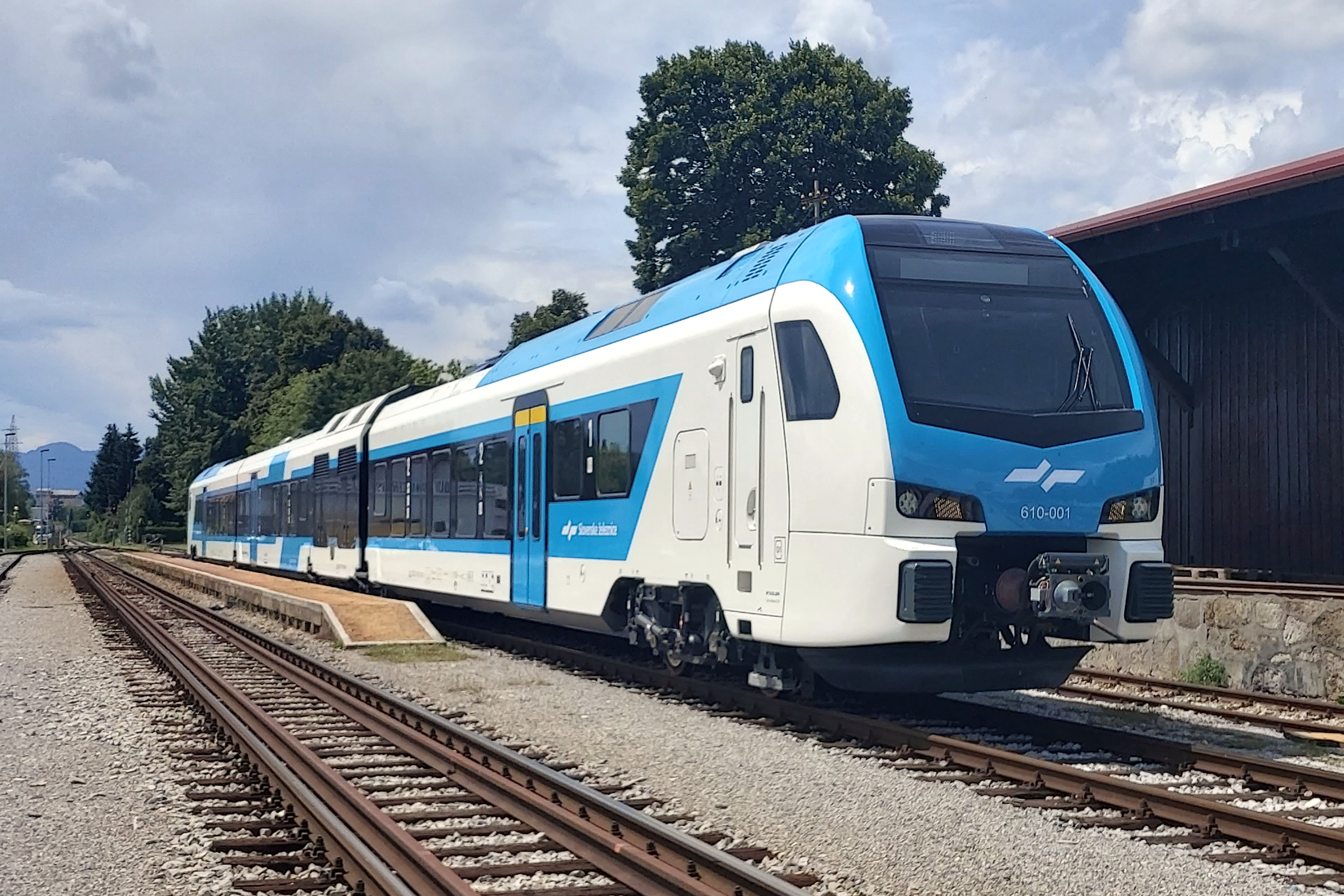
SŽ610/615, Stadler Flirt DeMU

La Slovenske železnice (SŽ) (Ferrovie slovene) è la compagnia ferroviaria statale della Slovenia. 

## Storia
La SŽ fu creata nel 1991 dal dipartimento di Lubiana delle Ferrovie Jugoslave, dopo la disgregazione della Jugoslavia e la dichiarazione d'indipendenza slovena.

## Il sistema ferroviario
Il sistema ferroviario sloveno dispone di 1229 chilometri di linee a scartamento ordinario, 331 km a doppio binario, e raggiunge tutte le regioni del paese.
La Slovenia è ben collegata con le ferrovie dei paesi limitrofi, come conseguenza all'esser stata parte dell'Impero Austro-Ungarico e successivamente della Jugoslavia. La circolazione a sinistra è utilizzata nei tracciati a doppio binario, a differenza delle altre ferrovie provenienti dall'allora Jugoslavia, dove invece è a destra.
L'elettrificazione della rete è realizzata con un sistema 3 kV DC, (analogo all'italiano), e copre circa 503 km di linea, con l'elettrificazione della tratta da Pragersko a Hodoš (sul Corridoio V) completata nell'aprile 2016. La prosecuzione della linea ferroviaria elettrificata in Croazia è a 25 kV AC, questo rende necessaria la sostituzione dei mezzi di trazione nella città slovena di Dobova, al confine con la Croazia.
Il sistema DC è stato ereditato dall'elettrificazione delle tratte Sesana-San Pietro del Carso-Postumia e San Pietro del Carso-Bisterza-Sappiane, avvenuta da opera delle Ferrovie dello Stato italiane nel 1936. A partire dal 1962 sono state condotte ulteriori elettrificazioni utilizzando lo stesso sistema, per preservarne la compatibilità. Questa scelta ha comportato anche la necessità di utilizzare veicoli diversi rispetto al resto dell'allora Jugoslavia: dopo la Seconda Guerra Mondiale, la divisione slovena delle Ferrovie Jugoslave appena formata, ricevette 17 locomotive FS E.626 come riparazione di guerra, per operare sulle linee precedentemente italiane.
Locomotive elettriche di nuova produzione arrivarono nel 1962 dopo l'elettrificazione della tratta da Postumia a Lubiana (JŽ class 362), nel 1964 (JŽ class 311), nel 1967 (JŽ Class 342) e tra il 1975-1977 (JŽ class 363). 

## Treni passeggeri
Il servizio passeggeri utilizza InterCity e EuroCity così come treni regionali e locali. L'InterCity Slovenia (ICS) collega Capodistria, Lubiana e Maribor.
Dal 19 giugno 2010 è attivo il servizio Julijske Alpe (Julian Alps, Alpi Giulie) fra Nova Gorica e Lubiana.
L'Eurocity Casanova, che collegava Lubiana a Venezia in quattro ore, era esercito anche dalle SŽ.